# 硝子の都
『硝子の都』（がらすのみやこ）は、浅香唯の11枚目のスタジオ・アルバム。1991年8月21日にマイカルハミングバードよりリリースされた。

## 解説
- シングル「恋のUpside-Down」と、そのカップリング「START IT ALL AGAIN」を収録。
- タイトルの『硝子の都』とは、東京をイメージした言葉。収録曲の「Realism」もタイトル候補になっていた。
- 当時サザンオールスターズのギタリストだった大森隆志が浅香に初めて楽曲を提供。次作アルバム『STAY』でサウンド・プロデュースを手掛けるきっかけとなった。
- 環境問題を歌った「宇宙への手紙」は、本作の軸となる曲で、ミュージックステーションでも披露された。
- 本作を引っさげて、コンサート・ツアー『SUMMER CONCERT '91 硝子の都』（1991年8月6日・大阪厚生年金会館、同8日・鹿児島県文化センター、同23日・渋谷公会堂）を開催。セットリストは本作が中心で、東京公演以外は発売前においての披露となった。

## 収録曲
1. STRANGE CITY
  - 作詞: 森雪之丞、作曲: 伊藤心太郎・宮手健雄、編曲: 鎌田ジョージ
2. BROKEN HEART
  - 作詞: 浅香唯、作曲: 伊秩弘将、編曲: 井上鑑
3. 宇宙への手紙
  - 作詞: 森雪之丞、作曲: 大森隆志、編曲: 大森隆志
4. START IT ALL AGAIN
  - 作詞: 浅香唯、作曲: 西木栄二、編曲: 井上鑑

「恋のUpside-Down」のカップリング曲。
5. Realism
  - 作詞: 浅香唯、作曲: 羽田一郎、編曲: 羽田一郎
6. 恋のUpside-Down
  - 作詞: 森雪之丞、作曲: 鎌田ジョージ、編曲: 鎌田ジョージ
7. 小さな奇蹟
  - 作詞: 森雪之丞、作曲: 羽田一郎、編曲: 井上鑑
8. キスより甘い涙
  - 作詞: 森雪之丞、作曲: 羽田一郎、編曲: 羽田一郎
9. サイクリング・ガール
  - 作詞: 森雪之丞、作曲: 大森隆志、編曲: 大森隆志
10. Sunset Cross
  - 作詞: 浅香唯、作曲: 尾関昌也、編曲: 井上鑑

## 関連作品
- 浅香唯大全集 THE COMPLETE BOX
- 浅香唯 30周年記念コンプリートBOX